# Lindweiler (Köln)

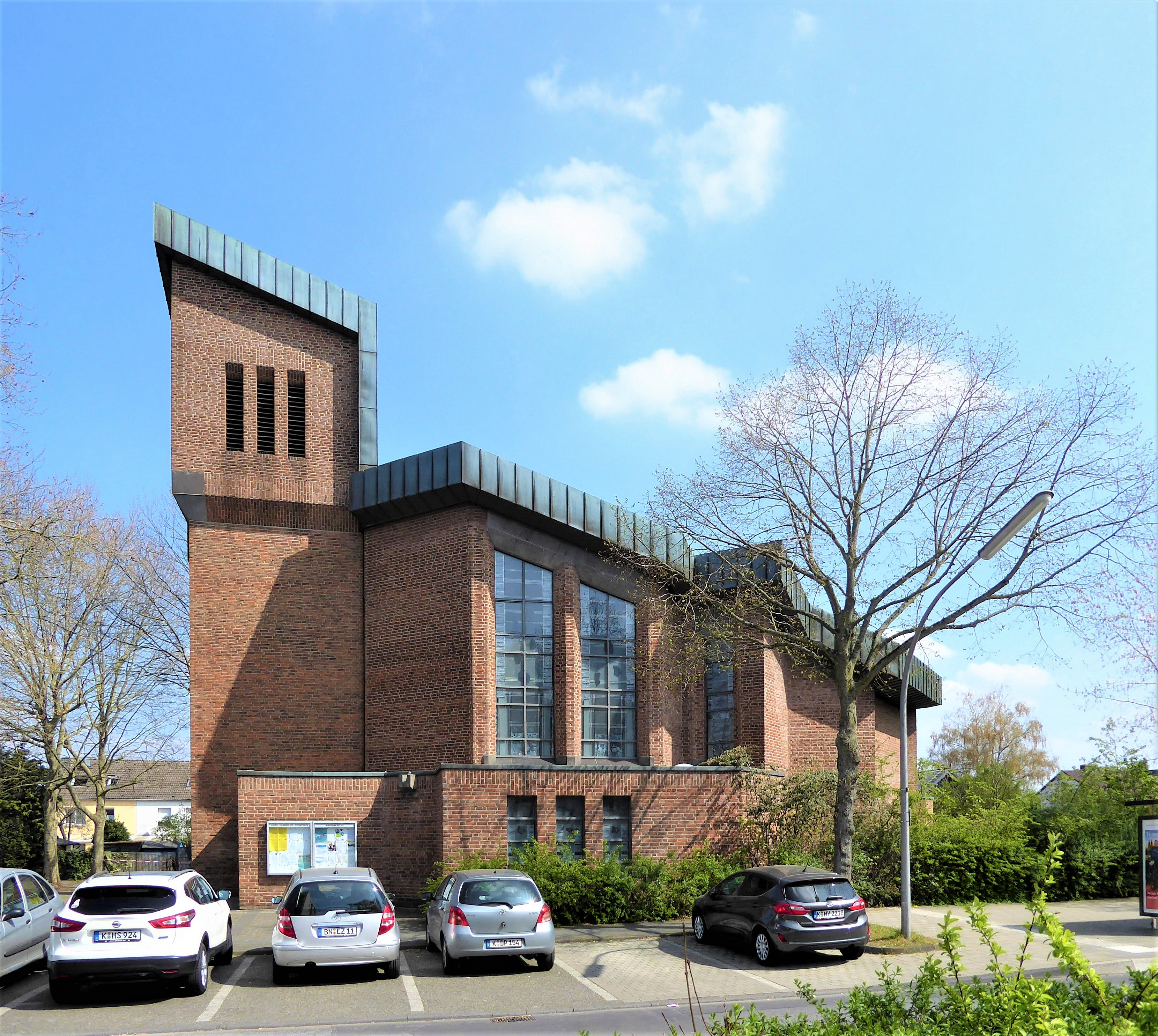
Katholische Kirche Schmerzhafte Mutter Maria

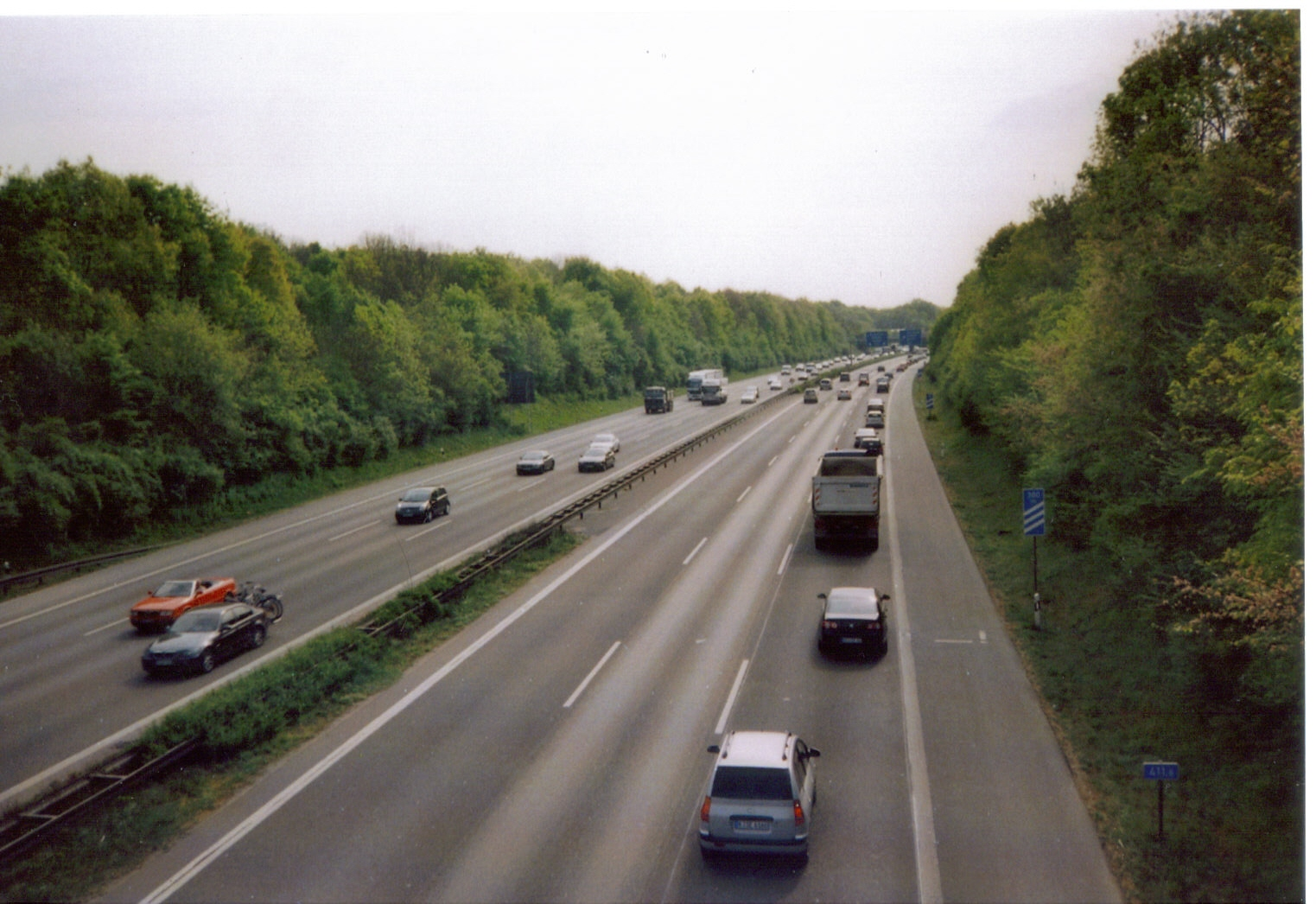
Autobahn 1

Lindweiler ist ein Stadtteil im linksrheinischen Norden von Köln innerhalb des Stadtbezirks 6 (Chorweiler).

## Lage
Lindweiler wird im Osten durch die Eisenbahnlinie Köln-Neuss-Krefeld begrenzt. Im Süden verläuft die A 1 und das Autobahnkreuz Köln-Nord. Westlich von Lindweiler verläuft die A 57 und der Stadtteil Köln-Pesch und nördlich verläuft der Autobahnzubringer von Chorweiler zur Bundesautobahn 57.

## Geschichte
Die Geschichte Lindweilers geht zurück auf den erstmals im Jahre 1276 erwähnten Lindweilerhof, von dem heute noch ein Fachwerk- und ein Backsteingebäude erhalten sind. Am 1. April 1888 wurde Lindweiler zusammen mit der bis dahin zuständigen Bürgermeisterei Longerich nach Köln eingemeindet. Im Jahre 1945 hat man im Stadtteil Notunterkünfte errichtet, von denen heute nichts mehr erhalten ist.
Die Fläche von Lindweiler beträgt 1,16 km² und kann sich nicht vergrößern.
Die vorhandene, bebaubare Fläche ist belegt, bebauungsfähige Baugrundstücke sind so gut wie nicht vorhanden.
1980 lebten in Lindweiler 4.473 Einwohner, 1990 4.043 Menschen und 1995 lebten noch 3.946 Einwohner im Stadtbezirk. Die Bevölkerungsdichte betrug 1995 3.401 Einwohner pro km²; diese lebten in 1.555 Haushalten.
Das Zentrum in Lindweiler ist der Marienberger Hof. Hier befinden sich ein Lebensmittelgeschäft, ein Kiosk sowie das Restaurant „Haus Shiva“ mit Bundeskegelbahn.
Gewerbebetriebe haben sich am Unnauer Weg und am Pescher Weg angesiedelt. Seit Mitte der 70er Jahre gibt es in Lindweiler einen praktischen Arzt und einen Zahnarzt.

## Bevölkerungsstatistik
Struktur der Bevölkerung von Köln-Lindweiler (2021):
- Durchschnittsalter der Bevölkerung: 44,9 Jahre (Kölner Durchschnitt: 41,4 Jahre)
- Ausländeranteil: 17,0 % (Kölner Durchschnitt: 19,3 %)
- Arbeitslosenquote: 12,5 % (Kölner Durchschnitt: 8,6 %)

### Einwohnerentwicklung
Lindweiler hatte im Jahre 1990 4.043 Einwohner. Seitdem sinkt die Einwohnerzahl bis heute. 1995 hatte sich die Einwohnerzahl um 97 auf 3.946 Menschen verringert. 2009 lag die Zahl bei 3.487 und im Jahr 2017 bei 3.442 Einwohnern.

## Infrastruktur
- Lindweiler verfügt über eine Gemeinschaftsgrundschule und die Gertrud-Bollenrath-Förderschule.[2] Im Schuljahr 2016/2017 hatte die Grundschule 115 Schüler.[3]
- Römisch-katholische Filialkirche Schmerzhafte Mutter Maria.